# On a Plain
«On a Plain» (с англ. — «На равнине») — песня американской рок-группы Nirvana, написанная фронтменом группы Куртом Кобейном. Фигурирует в качестве 11-го трека на втором альбоме коллектива, Nevermind, изданным в сентябре 1991 года. В том же году песня выпускалась в качестве промосингла, который достиг 25-го места в американском хит-параде Modern Rock Tracks.

## Предыстория
«On a Plain» была сочинена Куртом Кобейном в 1990 году. Впервые группа записала её в сиэтлской студии Music Source Studios — 1 января 1991 года, под руководством звукорежиссёра Крейга Монтгомери.
В мае 1991 года музыканты перезаписали песню вместе с продюсером Бутчем Вигом для своего второго альбома Nevermind, работа проходила в калифорнийской студии Sound City Studios (Ван-Найс). Впоследствии Виг назвал ее «великой поп-песней», вспоминая её как «действительно свежую вещь», для записи которой и получения нужного звука «потребовалось несколько дублей». Кобейн дописывал песню прямо в стенах Sound City непосредственно перед записью вокала, что отразилось в строчке: «Что, чёрт возьми, я пытаюсь сказать?» Запись примечательна вокальными гармониями барабанщика Дэйва Грола. Первоначально Виг хотел закончить композицию гармониями Грола, продублированными четыре раза а капелла, но, услышав этот вариант, Кобейн заявил, что в конце должна остаться только одна. Вокал самого Кобейна был записан с первого дубля.
Дебютное исполнение песни состоялось 29 мая 1991 года во время шоу в кафетерии Jabberjaw (Лос-Анджелес), там же музыканты впервые сыграли для «изумлённой аудитории» ещё одну свою новую композицию — «Come as You Are». Этот был первый концерт группы после завершения работы над альбомом Nevermind.
Тем не менее впоследствии сам Кобейн выражал недовольство по поводу записи, отметив в интервью панк-зину Flipside: «Эта песня вышла слишком лощёной. Я не доволен тем, что получилось в итоге. Она должна была получиться намного более грубой [по своему звучанию]; я считаю, [вживую] мы играем её намного лучше».
Летом 1992 года «On a Plain» была выпущена в качестве промосингла и получила умеренную ротацию в радиоэфире.

## Содержание
В интервью 1993 года Джону Сэвиджу Кобейн сказал, что песня была о «классическом отчуждении, как мне кажется», хотя он также отметил, что ему приходилось менять свою интерпретацию каждый раз, когда его спрашивали о её значении, заявляя, что его тексты по большей части состояли из «кусков поэзии, собранных воедино», и что его поэзия «как правило, вообще не относилась к какой-то конкретной теме».
Строчка «Don’t quote me on that» (рус. «Не ссылайтесь на меня») была отсылкой к междусобойной шутке музыкантов, распространённой во время работы над альбомом. Дэйв Грол так объяснил её значение биографу Майклу Азерраду: «Кто-то мог сказать что-то вроде: „Где майонез?“. На что другой ответил бы: „Он в холодильнике, но не ссылайся на меня“».
В книге 1993 года «Come as You Are: The Story of Nirvana» Азеррад писал, что строчка «Моя мать умирала каждую ночь» относилась к сложному периоду отношений между Кобейном и его матерью после её развода с отцом музыканта (одно время он даже переехал жить к нему). Также писатель предполагал, что словосочетание «паршивая овца» в песне было ссылкой на самого фронтмена.
Строчка «One more special message to go» (рус. «Ещё одно особое послание») ссылалась на то, что «On a Plain» была последней песней на Nevermind, для которой Кобейн должен был закончить текст.
Эмили Паркер из журнала NME описала «On a Plain» как «Наиболее выраженный мета-момент Курта [Кобейна]: песня, написанная о написании песни».
«On a Plain» была записана в тональности Ре мажор, причём гитара Кобейна была настроена на тон ниже. Песня начинается с шумового интро фронтмена, где также слышен хлопок в ладоши. После короткой паузы начинает звучать основной рифф песни — D5-G5-F5-E5-F5-E5-D5, сыгранный дважды, затем следуют пауэр-аккорды D5-C5-B5-A5, после чего вновь звучит главный рифф. Аккордовые прогрессии воспроизводятся дважды в куплетах, за ними следуют пауэр-аккорды D5-Csus2-Bbsus2 в припевах. После второго припева во время бриджа звучит прогрессия F5-E5-A5-G5. Затем песня переходит в третий куплет, за которым следует финальный припев, заканчивающийся словами «I’m on a plain/I can’t complain», повторяющимися несколько раз, пока все инструменты и основной вокал постепенно стихают, слышным остаётся лишь повторяющаяся, бессловесная вокальная гармония из припева.

## Отзывы
В своем обзоре альбома Nevermind Лорен Спенсер из журнала Spin сослалась на «красивые гармонии» из «On a Plain», назвав её одной из песен «которую ты будешь напевать… оставшуюся часть своей жизни».
В 2015 году журнал Rolling Stone поставил «On a Plain» на 26-е место в своём списке «102 лучшие песни группы Nirvana» .
В 2017 году, по случаю 50-летия Курта Кобейна, компания Phonographic Performance Limited выпустила список 20 самых популярных песен Nirvana на телевидении и радио Великобритании, в котором «On a Plain» заняла 10-е место.

## Чарты
| Чарт (1992)                         | Высшая позиция |
| ----------------------------------- | -------------- |
| США (Billboard Alternative Airplay) | 25             |

## История записи и релиза

### Демо- и студийные версии
| Дата записи   | Студия                                       | Продюсер         | Дата выпуска                           | Музыканты                                                                                     |
| ------------- | -------------------------------------------- | ---------------- | -------------------------------------- | --------------------------------------------------------------------------------------------- |
| 1 января 1991 | Studio A, the Music Source, Сиэтл, Вашингтон | Крэйг Монтгомери | Запись не выпускалась                  | - Курт Кобейн (вокал, гитара) - Крист Новоселич (гитара) - Дэйв Грол (ударные)                |
| Весна 1991    | Converted barn, Такома, Вашингтон            | Nirvana          | Live! Tonight! Sold Out!! (DVD) (2006) | - Курт Кобейн (вокал, гитара) - Крист Новоселич (гитара) - Дэйв Грол (ударные, бэк-вокал)     |
| Март 1991     | Converted barn, Такома, Вашингтон            | Nirvana          | Nevermind (делюксовое издание) (2011)  | - Курт Кобейн (вокал, гитара) - Крист Новоселич (бас-гитара) - Дэйв Грол (ударные, бэк-вокал) |
| 2-28 мая 1991 | Sound City Studios, Ван-Найс, Калифорния     | Бутч Виг         | Nevermind (1991)                       | - Курт Кобейн (вокал, гитара) - Крист Новоселич (бас-гитара) - Дэйв Грол (ударные, бэк-вокал) |

### Концертные версии
| Дата записи     | Концертная площадка                         | Дата выпуска                           | Музыканты |
| --------------- | ------------------------------------------- | -------------------------------------- | --- |
| 31 октября 1991 | Paramount Theatre, Сиэтл, Вашингтон         | Live at the Paramount (2011)           | - Курт Кобейн (вокал, гитара) - Крист Новоселич (бас-гитара) - Дэйв Грол (ударные, бэк-вокал)                                                  |
| 25 ноября 1991  | Paradiso, Амстердам, Нидерланды             | Live! Tonight! Sold Out!! (DVD) (2006) | - Курт Кобейн (вокал, гитара) - Крист Новоселич (бас-гитара) - Дэйв Грол (ударные, бэк-вокал)                                                  |
| 30 августа 1992 | Reading Festival, Рединг, Англия            | Live at Reading (2009)                 | - Курт Кобейн (вокал, гитара) - Крист Новоселич (бас-гитара) - Дэйв Грол (ударные, бэк-вокал)                                                  |
| 26 июня 1992    | Roskilde Festival, Роскилле, Дания          | Live! Tonight! Sold Out!! (1994)       | - Курт Кобейн (вокал, гитара) - Крист Новоселич (бас-гитара) - Дэйв Грол (ударные, бэк-вокал)                                                  |
| 18 ноября 1993  | Sony Music Studios, Нью-Йорк, штат Нью-Йорк | MTV Unplugged in New York (1994)       | - Курт Кобейн (вокал, гитара) - Крист Новоселич (бас-гитара) - Дэйв Грол (ударные, бэк-вокал) - Пэт Смир (гитара) - Лори Голдстон (виолончель) |

## Кавер-версии
| Год  | Исполнитель    | Альбом                                        |
| ---- | -------------- | --------------------------------------------- |
| 2001 | Agent Orange   | Smells Like Bleach: A Punk Tribute to Nirvana |
| 2011 | Little Roy     | Battle for Seattle                            |
| 2011 | Frank Turner   | Nevermind Forever (Kerrang!)                  |
| 2011 | The Album Leaf | Come as You Are: A 20th Anniversary Tribute   |